# Gran sello del estado de Nueva York
El gran sello del estado de Nueva York es el oficial de dicho estado.
La diosa Justicia simboliza la libertad antes que la ley. Lleva los ojos vendados y porta la balanza de la justicia en la mano izquierda. La diosa de la libertad, que simboliza la propia libertad, porta una lanza con un gorro frigio, representando la independencia del Reino de Gran Bretaña. En el centro del escudo encontramos a dos barcos remontando el río Hudson, surmontado de un sol sobre un monte. Sobre todo ello, un globo terrestre que muestra el océano Atlántico y un águila calva. Bajo ello, el lema del estado: Excelsior. Su traducción significa "Siempre Arriba", "Siempre en la Cumbre" o "Más Alto Aun".

## Historia
El primer sello de Nueva York fue creado por un comité designado el 15 de abril de 1777, con la intención de que se use "para todos los fines para los que se utilizó el Sello de la Corona bajo la Colonia". En el frente del sello hay una imagen de un sol naciente con el lema "Excelsior" (en español: Siempre Arriba, Siempre en la Cumbre o Más Alto Aún) y la leyenda "The Great Seal of the State of New York." (en español: "El Gran Escudo del Estado de Nueva York"). En la parte de atrás hay una imagen de una roca en el océano con la leyenda "Frustra".
El primer sello fue formalmente establecido por el capítulo 112 de las Leyes de 1778, con algunas modificaciones en 1798 y 1809. Aparentemente también hubo algunas variaciones informales a lo largo del tiempo, lo que llevó a la formación de una comisión, en 1880, para determinar la "descripción exacta de las armas establecidas en 1778". Las conclusiones de la comisión, que fueron reportadas a la Legislatura de Nueva York en 1881 e incluyeron "una descripción de las armas en un lenguaje que pueda ser suficiente para construir las armas exactas del estado", resultaron en la cuarta versión del sello, establecido por el capítulo 190 de las leyes (del estado de Nueva York) de 1881
En abril de 2020, Nueva York aprobó un presupuesto estatal que incluía una modificación de las armas estatales; E Pluribus Unum (en español: De muchos, uno) fue agregado al lema existente.

## Sellos del Gobierno de Nueva York

Sello de armas de la Policía Estatal de Nueva York
Sello de armas de la Corte de Apelaciones de Nueva York